# Andrew Comstock
Andrew Comstock, né en 1795, mort en 1864, est un médecin et professeur d’élocution américain au Vocal and Polyglot Gymnasium de Philadelphie. Il a inventé un alphabet phonétique pour la langue anglaise, dérivé de l’alphabet phonotypique d’Isaac Pitman, qu’il a utilisé pour enseigner l’orthophonie, et qui a été utilisé dans l’impression de documents dont un Nouveau Testament et des livres d’orthophonie.